# Loma Alta (Pando)
Loma Alta ist eine Ortschaft im Departamento Pando im Tiefland des südamerikanischen Andenstaates Bolivien.

## Lage im Nahraum
Loma Alta liegt in der Provinz Federico Román und ist der größte Ort im Cantón Perseverancia im Municipio Villa Nueva. Die Ortschaft liegt auf einer Höhe von 133 m am Ufer des Río Madre de Dios, der flussabwärts in den Río Beni mündet.

## Geographie
Loma Alta liegt im bolivianischen Teil des Amazonasbeckens in der nördlichen Ecke des Landes nahe der Grenze zu Brasilien.
Die mittlere Durchschnittstemperatur der Region liegt bei 26 °C und schwankt nur unwesentlich zwischen 25 °C im Mai und 27–28 °C von Dezember bis Februar (siehe Klimadiagramm Riberalta). Der Jahresniederschlag beträgt etwa 1300 mm, bei einer ausgeprägten Trockenzeit von Juni bis August mit Monatsniederschlägen unter 20 mm und einer Feuchtezeit von Dezember bis Januar mit Monatsniederschlägen von mehr als 200 mm.

## Verkehrsnetz
Loma Alta liegt in einer Entfernung von etwa 310 Kilometern Luftlinie nordöstlich von Cobija, der Hauptstadt des Departamentos.
Loma Alta ist nicht auf dem Landweg über befestigte Straßen von Cobija aus zu erreichen. Die Ortschaft liegt am Südrand des feuchten flachwelligen Geländes zwischen dem nördlich gelegenen Río Abuná und dem südlich gelegenen Río Madre de Dios. Die Anlage von befahrbaren Pisten, erst recht von befestigten Straßen ist in dieser Region sehr aufwändig.
Von Loma Alta aus führt eine unbefestigte Piste in nordwestlicher Richtung, überquert nach vierzehn Kilometern den Arroyo Santa Cruzita und nach weiteren neunzehn Kilometern bei Enarevena den Río Negro und erreicht vorbei an den Ortschaften Reserva und Democracia die am Río Orthon gelegenen Ortschaft Humaitá.

## Bevölkerung
Die Einwohnerzahl des Ortes ist zwischen den beiden letzten Volkszählungen auf mehr als das Doppelte angestiegen:
| Jahr | Einwohner         | Quelle       |
| ---- | ----------------- | ------------ |
| 1992 | keine Detaildaten | Volkszählung |
| 2001 | 290               | Volkszählung |
| 2012 | 646               | Volkszählung |
| 2024 |                   | Volkszählung |